# Ultracrepidanismo
Ultracrepidanismo é o hábito de expressar opiniões ou dar conselhos em assuntos para além do conhecimento do próprio.
Aglutinação das palavras "ultra" e "crepidam", originalmente publicada em inglês num ensaio de William Hazlitt, com origem na expressão latina "Sutor, ne ultra crepidam" encontrada da obra de Plínio, o Velho e que significa "Sapateiro, não vá para além da sandália". Usada para desencorajar um indivíduo de falar para além da sua área de conhecimento, a frase seria grosso modo equivalente à expressão portuguesa "Não fales mais do que sabes".